# Chironius laurenti
Espèce
Chironius laurenti  est une espèce de serpents de la famille des Colubridae.

## Répartition
Cette espèce se rencontre :
- en Bolivie dans les départements de Beni, Cochabamba et Santa Cruz ;
- au Brésil dans l'État du Mato Grosso.

## Étymologie
Cette espèce est nommée en l'honneur de Raymond Ferdinand Laurent.

## Publication originale
- Dixon, Wiest & Cei, 1993 : Revision of the Neotropical snake genus Chironius Fitzinger (Serpentes, Colubridae). Museo regionale di scienze naturali monographie, vol. 13, p. 1-280.